# Enkristall

En kvartskristalls gitterstruktur. Varje kiselatom (Si) är bunden till ("omges") av fyra syreatomer (O) - och varje syreatom är bunden till två kiselatomer.

En enkristall är en kristall inom vilken kristallgittret är homogent och obrutet, det vill säga uppvisar (närmast) fullständig fjärrordning. En enkristall är monokristallin och uppvisar inga korngränser (som ett polykristallint material) och är ej heller amorf (som glas). Förutom att vara mycket värdefulla i form av ädelstenar, är enkristaller oumbärliga inom halvledartekniken.
En enkristall behöver inte bestå av identiska enheter som upprepas, utan det viktiga är att kristallgittret är detsamma. I exempelvis en enkristall av fältspat är en del kiselatomer (jämfört med en kvartskristall) ersatta av aluminium i ett oregelbundet mönster - kristallens gitterstruktur består däremot (och laddningsskillnaden utjämnas av inlagrade katjoner - vanligen natrium, kalium och kalcium - i gittrets mellanrum).
Inom halvledarteknik dopar man en enkristall av kisel (eller germanium - även andra ämnen används, som kiselkarbid) med (vanligen) bor, arsenik, fosfor eller gallium, men de platser på vilka dessa atomer ersatt kiselatomerna är inte regelbundet fördelade.
Turbinblad av enkristallina nickelbaserade superlegeringar används i moderna flygmotorer. Avsaknaden av korngränser leder till minskad benägenhet för krypning, vilket gör att arbetstemperaturen kan höjas. Högre arbetstemperatur ger högre bränsleeffektivitet. Tekniken för att gjuta turbinblad av enkristall utvecklades vid Pratt & Whitney på 1960- och 1970-talen.